# Шёнфельд, Эдуард
Эдуард Шёнфельд (нем. Eduard Schönfeld; 1828—1891) — немецкий астроном.

## Биография
Родился 22 декабря 1828 года в Хильдбургхаузене, в еврейской семье. В 1834 году начал учиться в городской школе, а в 1838 году продолжил обучение в гуманистической гимназии. В 1847—1848 годах изучал архитектуру в Политехнической школе в Ганновере.
В 1849 году начал учиться в Марбургском университете, где прослушал курсы физики, химии, минералогии, астрономии (курс К. Л. Герлинга). В 1851 году он переехал в Бонн, где изучал астрономию под руководством Аргеландера, в 1853 году стал его ассистентом; 9 августа 1854 года Шёнфельд был выдвинут на соискание докторской степени, а 8 августа 1857 года получил хабилитацию.
В 1859 году он был назначен профессором и директором обсерватории в Мангейме. В 1860 году женился на Элен Нёггерат, у них было трое детей — дочери Амалия и Анна и сын Фриц.
В 1875 году, после смерти Аргеландера, стал профессором Боннского университета и директором Боннской обсерватории; в 1887—1888 годах был ректором Боннского университета. Вскоре после своего назначения он продолжил работы по плану Аргеландера по составлению звездного каталога Боннское обозрение, для этой цели Шёнфельд использовал 6-дюймовый рефрактор Боннской обсерватории. Шёнфельд внёс некоторые улучшения в методы работы, которая была завершена в марте 1881 года. Результаты были опубликованы в 1886 году под названием Южное Боннское обозрение (нем. Südliche Bonner Durchmusterung, SBD). SBD включает дополнительно к каталогу Боннское обозрение 489 туманностей и 133 659 звёзд в зоне между 2 и 23 градусами южного склонения.
Награждён медалью Джеймса Крейга Уотсона (1889). С момента создания в 1863 году Немецкого астрономического обществабыл его членом, избирался его секретарём и членом правления (1869). В 1884 году был избран членом Американской академии искусств и наук, в 1887 году — членом Прусской академии наук, в 1878 году — иностранным членом Королевского астрономического общества.
Умер в Бонне 1 мая 1891 года.
В его честь названы астероид № 5926 и кратер на обратной стороне Луны.

## Публикации
- Über die Nebelflecke, 1862
- Über die veränderlichen Sterne, 1863
- Katalog der veränderlichen Sterne mit Einschluß der neuen Sterne, 1. Teil: 1866, 2. Teil: 1874
- Bonner Durchmusterung, südlicher Teil, 1886.